# Soccer Mom
Soccer Mom (Nederlands: voetbalmoeder), of ook Wendy the Soccer Mom, is een
Amerikaanse familievideofilm uit 2008.

## Verhaal
Kapster Wendy is een typische Amerikaanse "soccer mom". Haar oudste van drie kinderen, Becca,
speelt bij een lokaal jeugdelftal. Dat elftal werd vroeger gecoacht door Becca's vader tot die
het jaar voordien overleed. De nieuwe coach verwaarloost het team waardoor het gedemotiveerd is
geraakt en keer op keer verliest. Als de coach vertrekt beweert hij dat de geblesseerde
Italiaanse stervoetballer Lorenzo Vincenzo hem zal vervangen. De meisjes zijn in de
wolken en Wendy gaat Vincenzo afhalen aan de luchthaven. Daar blijkt echter dat Vincenzo geenszins
van plan is een Amerikaans meisjesjeugdelftal te gaan coachen.
Om haar dochter niet teleur te moeten stellen, besluit Wendy om zich te laten transformeren tot
Vincenzo. In die hoedanigheid begint ze het team van haar dochter te coachen. Ze slaagt erin het
team weer op de rails te krijgen en ze beginnen opnieuw wedstrijden te winnen. Er is echter ook
een keerzijde. Omdat ze steeds Vincenzo is, denkt Becca dat haar moeder er nooit is en dus geen
aandacht voor haar heeft. Verder begint ook Wendy's vriendin Dee Dee met "Lorenzo" te flirten.
Later neemt het elftal deel aan een lokaal kampioenschap en stoten ze door tot in de finale.
Dan merkt Wendy echter de echte Lorenzo Vincenzo op, die aanwezig is om de beker uit te reiken.
Ze kan hem eerst ontwijken maar wordt ten slotte toch door hem ontmaskerd. Eerst zijn de meisjes,
en vooral Becca, ontgoocheld, maar Wendy kan ze toch overhalen hun finale te spelen. Ten slotte
wint hun team Galaxy de finale van hun aartsrivaal Malibu en maakt Wendy het ook weer
goed met dochter Becca.

## Rolbezetting
| Acteur          | Personage        | Opmerkingen                    |
| --------------- | ---------------- | ------------------------------ |
| Missi Pyle      | Wendy            | De "soccer mom".               |
| Emily Osment    | Becca            | Wendys'dochter en voetbalster. |
| Dan Cortese     | Lorenzo Vincenzo | Italiaanse topvoetballer.      |
| Kristen Wilson  | Dee Dee          | Vriendin van Wendy.            |
| Elon Gold       | Tony             |                                |
| Jennifer Sciole | Patti Duchamps   |                                |
| Master P        | Wally            |                                |
| Eugene Osment   | Marty            |                                |
| Cassie Scerbo   | Tiffany          |                                |
| Steve Hytner    | Kenny            | Becca's voetbalcoach.          |